# Иван Илчев
 Тази статия е за историка.  За политика вижте Иван Илчев (политик).  За общественика вижте Иван Илчев (МПО).
Иван Илчев Димитров е български историк, професор в Софийския университет „Св. Климент Охридски“ и негов ректор в два последователни мандата в периода 2007 – 2015 г., академик на Българската академия на науките (2024).

## Биография
Син е на акад. Илчо Димитров. Завършва средното си образование в 114-а гимназия с преподаване на английски език в София. Следва история (профил нова и най-нова обща история) в Софийския университет.
От 1978 г. е асистент в Историческия факултет на СУ, от 1981 г. е кандидат на историческите науки с докторска дисертация на тема „България в балканската английска политика (1913 – 1918)“. През 1987 г. става доцент по нова и най-нова история на балканските народи. От 1993 г. е доктор на историческите науки – докторска теза „Родината ми – права или не! Външнополитическа пропаганда на балканските народи“. През 1995 г. става професор по нова и най-нова история на балканските народи.
Гост-професор в Държавния университет на щата Охайо, Калъмбъс и Мерилендския държавен университет (1984 – 1986), Центъра „Уудроу Уилсън“, Вашингтон (1990 – 1991), САЩ, Университета на Чиба, Япония (1999 – 2000).
Член е на Висшата атестационна комисия между 1997 и 2002 г. От 2003 г. е декан на Историческия факултет; от 2003 г. е председател на научния съвет на факултета. През 2007 г. е избран за ректор на СУ „Св. Климент Охридски“.

## Други
Илчев рид на Антарктическия полуостров е наименуван на Иван Илчев „за неговата подкрепа за националната антарктическа програма“..